# 毕美家
毕美家（1957年8月—），中华人民共和国政治人物，生于山东昌邑。

## 生平
历任中华人民共和国商业部副处长、处长，中华全国供销合作总社经济发展部副部长、部长、监事会办公室主任，中央财经领导小组办公室农村组正局级干部，中共滁州市委副书记，安徽省农业委员会主任等职。
2008年6月，任中共淮北市委书记，次年1月当选市人大常委会主任。
2012年8月，回到北京，出任农业部总经济师。2012年9月，任农业部总经济师兼办公厅主任。2015年12月，任农业部党组成员、人事劳动司司长。2018年卸任。